# Viktor Pavičić
Viktor Pavičić (15 de octubre de 1898 - 20 de enero de 1943) fue un comandante militar croata que dirigió el 369.º Regimiento Armado de la Infantería croata, el cual luchó en el Frente Oriental y estuvo involucrado en la batalla de Stalingrado durante la Segunda Guerra Mundial.

## Biografía
Nació el 15 de octubre de 1898. Como coronel, fue el comandante de la academia militar de la Guardia Nacional Croata (NDH) entre julio y agosto de 1942. En agosto, fue nombrado comandante del 369.º Regimiento Armado de la Infantería croata, unidad destinada a luchar en el Frente Oriental junto a sus aliados del Eje. A finales de septiembre, el líder croata Ante Pavelić conoció a Pavičić y lo condecoró. Inmediatamente después, Pavičić y su regimiento abandonaron el Estado Independiente de Croacia para participar en la batalla de Stalingrado. Fueron devastados en la batalla, y Pavičić decidió abandonar a los soldados croatas sobrevivientes y regresar a Croacia. Fue asesinado el 20 de enero de 1943. Ha habido muchas teoría sobre su muerte. Una de ellas apunta a que el avión en el que viajaba fue derribado por los soviéticos, mientras otros declaran que fue ejecutado por los alemanes por retirarse del combate. Fue reemplazado por el Teniente Coronel Marko Mesić el 21 de enero de 1943.